# Fuscidea gothoburgensis
Fuscidea gothoburgensis är en lavart som först beskrevs av Hugo Magnusson., och fick sitt nu gällande namn av V. Wirth & Vezda. Fuscidea gothoburgensis ingår i släktet Fuscidea och familjen Fuscideaceae.  Arten är reproducerande i Sverige. Inga underarter finns listade i Catalogue of Life.